# Sphallonycha roseicollis
Sphallonycha roseicollis är en skalbaggsart som först beskrevs av Bates 1866.  Sphallonycha roseicollis ingår i släktet Sphallonycha och familjen långhorningar. Inga underarter finns listade i Catalogue of Life.